# Lilla Hjältan
Lilla Hjältan är en sjö i Hultsfreds kommun i Småland och ingår i Viråns huvudavrinningsområde.